# EMovix
eMovix (произносится э-мувикс) — компактный дистрибутив операционной системы Linux, основанный на Slackware. Он запускается с компакт-диска по принципу Live-CD и приспособлен исключительно для просмотра видео-файлов, которые находятся на том же компакт-диске. Непосредственно для воспроизведения используется открытый проигрыватель MPlayer, поддерживающий большинство популярных форматов видео (Divx, MPEG-1, MPEG-2, MPEG-4, WMV и некоторые другие). Также поддерживает показ субтитров и проигрывание музыки в форматах mp3 и Ogg. Поскольку в состав дистрибутива входит только ядро Linux, MPlayer и базовый набор драйверов, то вся программная часть занимает не более 8 mb, оставляя достаточно места для записи на CD собственно видео-фильмов.

## Использование и системные требования
Дистрибутив используется исключительно для просмотра видео на компьютерах с неисправным HDD либо вообще без такового. В составе eMovix нет средств для восстановления системы либо установки на HDD. Для успешного использования достаточно любого X86 или X86-64-совместимого компьютера с объёмом RAM 36 mb или больше.
Записать загрузочный диск eMovix можно с помощью специальной программы MovixMaker-2 либо универсального средства для прожига дисков K3b, входящего в состав рабочего окружения KDE.